# Höfe (Dreihausen)

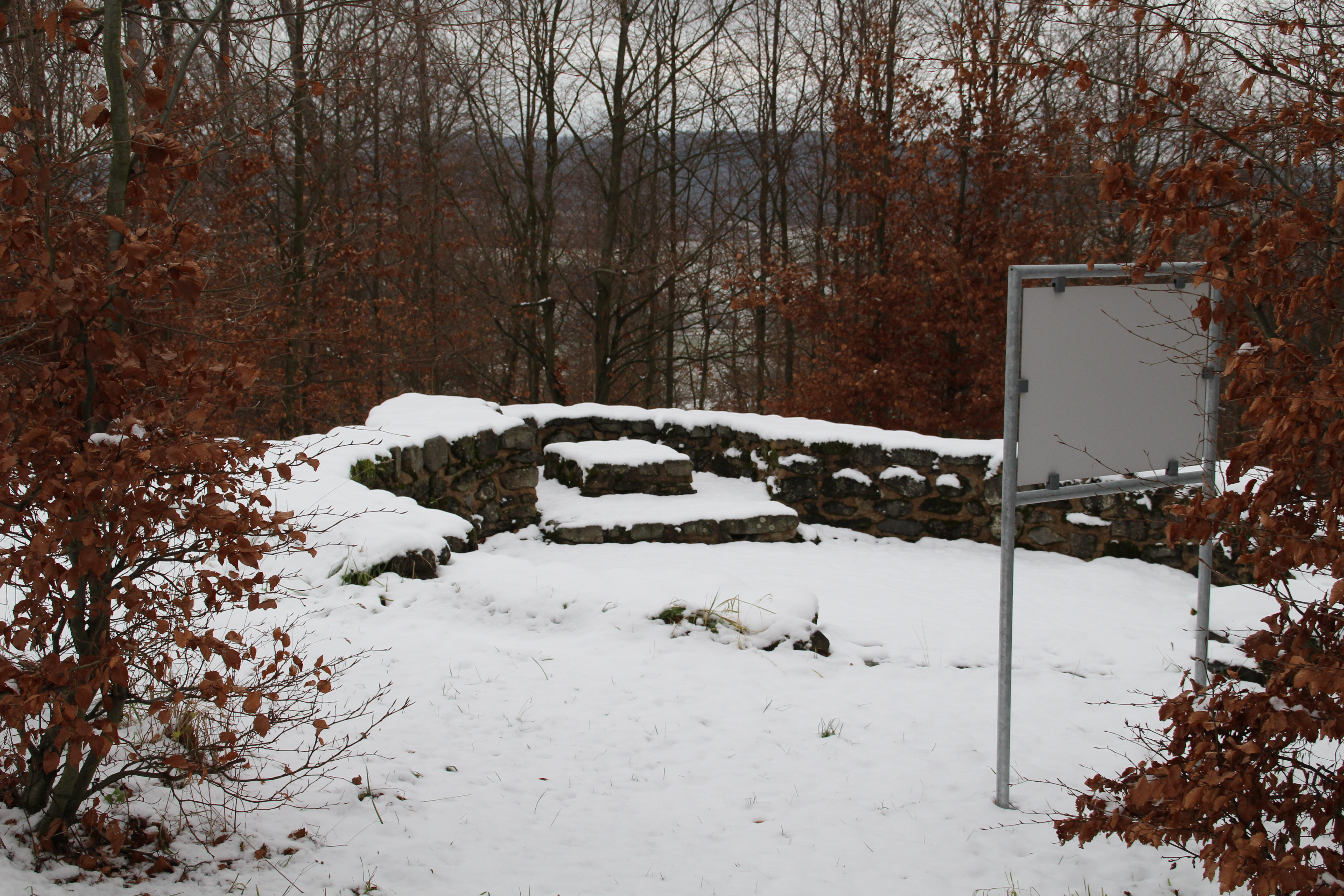
Die Burgkapelle, eine Rundkirche

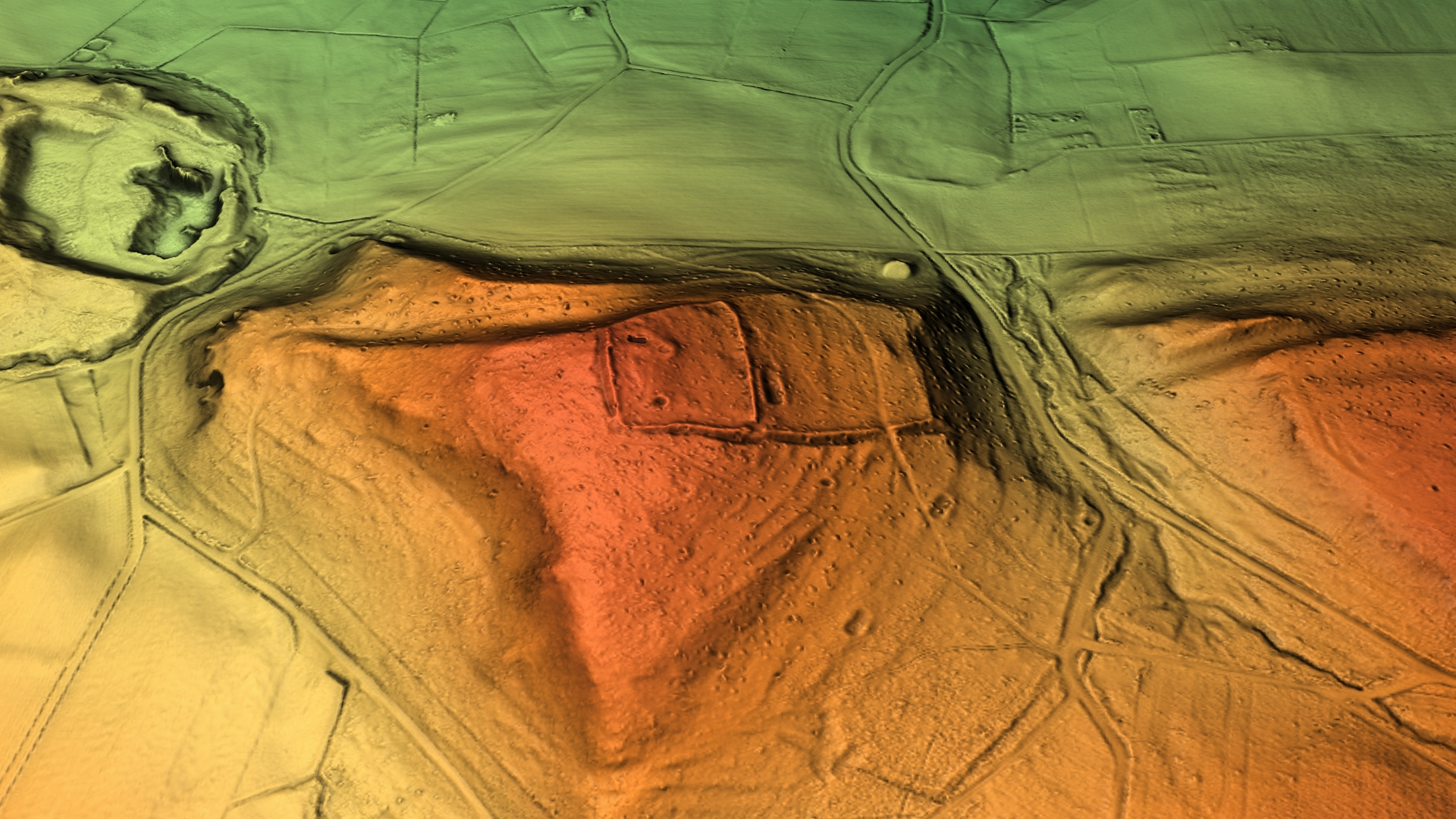
3D-Ansicht des digitalen Geländemodells

Die Höfe sind eine ehemalige Spornburganlage südlich von Dreihausen, einem Ortsteil der Gemeinde Ebsdorfergrund im Landkreis Marburg-Biedenkopf in Hessen. Heute sind nur noch Reste der Anlage vorhanden.

## Lage
Die Reste der größeren Befestigungsanlage befinden sich etwa 1,5 km südlich vom Ortsteil Dreihausen und westlich des Ortsteils Roßberg an einem ehemals wichtigen Übergang zwischen dem Ebsdorfer Grund und dem Lahntal auf einem von Westen nach Osten leicht abfallenden Hochplateau.

## Beschreibung
Auf einer Fläche von etwa zwei Hektar erstreckt sich die Anlage, bestehend aus einer Unter- (1,25 ha) und einer Oberburg (0,75 ha). Die Gesamtanlage ist von einer Ringmauer umgeben. Nach Norden und Osten wird sie durch steil abfallende Hänge begrenzt. In Richtung Westen und Süden war sie durch einen vorgelagerten Graben geschützt. Der ursprüngliche Zugang erfolgte durch ein Tor in der nördlichen Ringmauer. Durch die Unterburg war die Oberburg zu betreten.
In der Oberburg fand man Reste mehrerer Gebäude. Darunter sind ein steinernes Hauses von 9,8 auf 4,8 m sowie eine Rundkirche mit einem Durchmesser etwa sechs Metern und einer Nordapsis. Aufwändige Bemalung und der Fund eines kleinen Stückes Porphyr sowie grünem Marmor aus Lakonien lassen darauf schließen, dass es sich bei den Bewohnern um einen kleinen privilegierten Personenkreis gehandelt haben muss.
Durch geophysikalische Messungen wurde eine Bebauung des Plateaus außerhalb des Ringwalls nachgewiesen.

## Geschichte
Die Burg Höfe wurde wahrscheinlich bereits während der Karolinger-Herrschaft im 8./9. Jahrhundert erbaut. Mehrere Keramikfunde deuten eine Besiedlung der Burg in dieser Zeit an. Ob es sich um eine Königspfalz handelte, ist unklar.
Um Ebsdorf blieb königlicher Besitz erhalten. Hierzu gehörte vermutlich die Burg Höfe. Möglicherweise steht sie im Zusammenhang mit drei belegten Aufenthalten von König Heinrich IV in Ebsdorf (1054, 1057, 1066).
Die Burg zerfiel weitestgehend. Durch die Anlage eines Holzabfuhr-Weges wurde die Unterburg teilweise zerstört.